# Фелтон, Ребекка Латимер
Ребе́кка Энн Ла́тимер Фе́лтон (англ. Rebecca Ann Latimer Felton; 10 июня 1835 года, Декейтер, Джорджия, США — 24 января 1930 года, Атланта, Джорджия, США) — американский политик, писательница, преподавательница. Служила сенатором от штата Джорджия с 21 по 22 ноября 1922 года. Первая женщина в истории США, занявшая пост сенатора. Последняя бывшая рабовладелица среди обеих палат Конгресса США.

## Биография

### Ранние годы
Ребекка Энн Латимер родилась 10 июня 1835 года в Декейтере, Джорджия, в семье Чарльза Латимера (англ. Charles Latimer), состоятельного плантатора, торговца и владельца универмага. Её отец был уроженцем Мэриленда, переехавшим в округ Де-Калб (англ. DeKalb County) в 1820-х, Мать Ребекки, Элеонор Свифт Латимер (англ. Eleanor Swift Latimer) родилась в городе Морган, штата Джорджия.

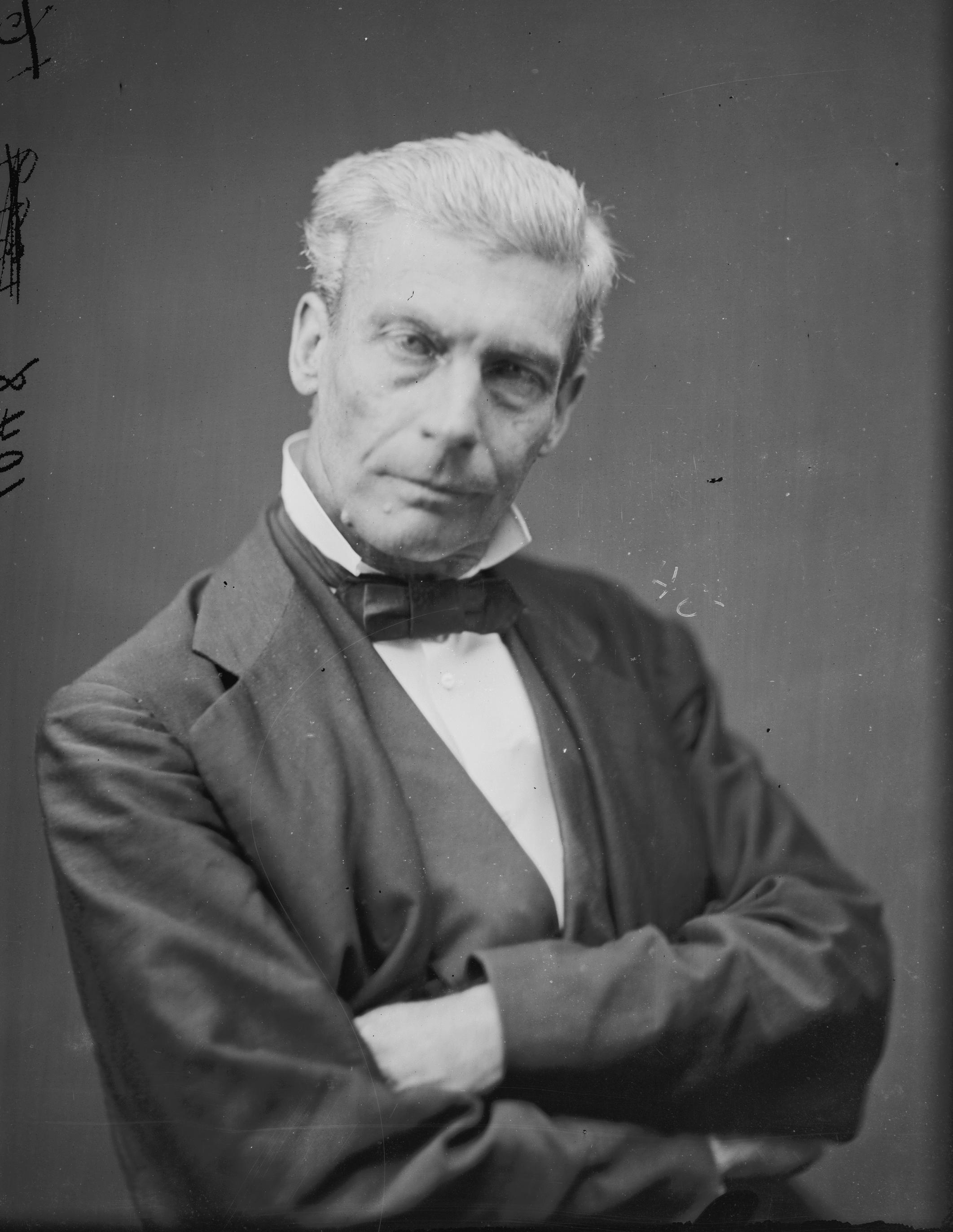
Уильям Харрелл Фелтон, муж Ребекки

Фелтон была старшей из четырёх детей. Её сестра, Мэри Латимер (англ. Mary Latimer), так же как и Ребекка, стала видной фигурой в борьбе за женское избирательное право в США.
Когда Ребекке исполнилось пятнадцать, отец отправил её жить с родственниками в город Мадисон, чтобы та могла посещать занятия в женском методистском колледже. Окончила она его в 17 лет, в 1852 году.
В 1853-м вышла замуж за Уильяма Харрелла Фелтона. После свадьбы они переехали в пригород Картерсвилла, где бытовало рабовладельчество. Ребекка родила Уильяму пятерых детей, однако выжил из них лишь один — Говард Эрвин Фелтон (англ. Howard Erwin Felton).
По окончании гражданской войны Фелтон с мужем лишились возможности владеть рабами. Вместе они открыли школу в Картерсвилле.

### Суфражизм
Присоединившись к Женскому Союзу Христианской Веры (англ. Women's Christian Temperance Union) в 1886 году, Фелтон добилась больши́х успехов в ораторстве, агитируя за равные права для белых женщин.
Ребекка утверждала, что мужчины недооценивают важность труда жён и матерей; отмечала также, что женщины должны обладать большей властью в семье, иметь большее влияние на принятие решений. Фелтон ратовала за надлежащее образование для белых женщин и их экономическую независимость от мужчин.
В 1900 году официально присоединилась к движению за женское избирательное право (англ. Women's Suffrage Movement). Став известной активисткой, Фелтон нажила себе множество идейных оппонентов. В 1915-м, во время рассмотрения законопроекта о праве голоса для женщин, Фелтон участвовала в дебатах с анти-суфражистами. Конгрессмен, выступавший посредником, позволил её противникам говорить на протяжении 45-ти минут, Фелтон же он прервал по истечении 30-ти. Та проигнорировала остановку и продолжала говорить непрерывно ещё 15 минут. Невзирая на это, законодательный комитет Джорджии так и не принял данный законопроект.

### Сутки в качестве сенатора
В 1922 году губернатор Томас Уильям Хардвик назначил 87-летнюю Фелтон на пост сенатора от Джорджии, на замену умершему Томасу Уотсону. Назначение Фелтон было в большей степени символической данью уважения правам женщин, а также политическим шагом Хардвика по заполучению голосов женщин-избирательниц.
Фелтон дала присягу 21 ноября, и хоть срок её полномочий длился всего один день, она официально стала первой женщиной-сенатором в США. Кроме того, Ребекка до сих пор сохраняет статус единственной женщины-сенатора от Джорджии.

### Последние годы
В последние годы жизни Фелтон проживала в Картерсвилле, занимаясь писательством и преподаванием. Умерла в Атланте 24 января 1930 года; её останки были перевезены на кладбище Оак-Хилл в Картерсвилле.

## Расовые взгляды
До Гражданской войны Ребекка Фелтон вместе с мужем владели рабами. Кроме того, она была последней бывшей рабовладелицей среди членов обеих палат Конгресса.
Фелтон верила в превосходство белой расы. Однажды она заявила, что чем дольше Джорджия будет спонсировать образование для темнокожего населения, тем больше им будет совершаться преступлений.
Фелтон считала молодых темнокожих, добивавшихся равноправия, «полуцивилизованными гориллами», и что те нездорово похотливы в отношении белых женщин. Ребекка ратовала за право голоса для белых женщин, однако осуждала предоставление тех же возможностей темнокожим.

### Комментарии
1. ↑  Для замещения умершего сенатора до истечения срока его полномочий[13].